# Maxillaria tenuis
Maxillaria tenuis är en orkidéart som beskrevs av Charles Schweinfurth. Maxillaria tenuis ingår i släktet Maxillaria och familjen orkidéer. Inga underarter finns listade i Catalogue of Life.